# Newman Haas IndyCar featuring Nigel Mansell
Newman Haas IndyCar featuring Nigel Mansell est un jeu vidéo de course sorti en 1994 sur Mega Drive et Super Nintendo. Le jeu a été développé par Gremlin Interactive et édité par Acclaim Entertainment.